# Bundesstraße 201
De Bundesstraße 201 (ook wel B201) is een bundesstraße in Duitse deelstaat Sleeswijk-Holstein.
De B201 begint bij Husum en loopt verder langs de stad Schleswig en verder naar Kappeln. De B201 is ongeveer 63 km lang.

## Routebeschrijving
De B201 begint op afrit Husum-Zentrum van de B5 aan de oostkant van het stadje Husum.  De B201 loopt in oostelijke richting door Schwesing, Wester-Ohrstedt, Oster-Ohrstedt. Treia, Silberstedt en Schuby. Vervolgn kruist de B201 bij afrit Schleswig/Schuby de A7 de weg loopt verder via de afrit waar B76 begint en de rondweg van Schleswig verder naar het oosten door Twedt, Loit, Brebel, Süderbrarup en Rabenkirchen-Faulück waarna de B201 eindigt op een kruising met de B199 en de B203.
B1 · B2 · B4 · B5 · B75 · B76 · B77 · B87 · B96 · B96a · B96b · B97 · B101 · B102 · B103 · B104 · B105 · B106 · B107 · B108 · B109 · B110 · B111 · B112 · B112n · B113 · B115 · B122 · B156 · B158 · B166 · B167 · B168 · B169 · B179 · B182 · B183 · B187 · B188 · B189 · B190n · B191 · B192 · B193 · B194 · B195 · B196 · B197 · B198 · B199 · B200 · B201 · B202 · B203 · B204 · B205 · B206 · B207 · B208 · B209 · B246 · B320 · B321 · B404 · B430 · B431 · B432 · B434 · B435 · B495 · B501 · B502 · B503